# Holiday (Little Mix)
Holiday è un singolo del girl group britannico Little Mix, pubblicato il 24 luglio 2020 come secondo estratto dal sesto album in studio Confetti.

## Pubblicazione
Il singolo è stato annunciato dal gruppo il 16 luglio 2020 tramite social media.

## Video musicale
Il video musicale, reso disponibile il 28 agosto 2020, è stato girato nel mese precedente.

## Tracce
Testi e musiche di Jade Thirlwall, Leigh-Anne Pinnock, Perrie Edwards, Chris Loco, Frank Nobel, Kamille e Linus Nordstrom.
Download digitale
1. Holiday – 3:33

Download digitale – MNEK Remix
1. Holiday (MNEK Remix) – 3:37

Download digitale – Frank Walker Remix
1. Holiday (Frank Walker Remix) – 3:24

Download digitale – 220 KID Remix
1. Holiday (220 KID Remix) – 3:24

Download digitale – Acoustic Version
1. Holiday (Acoustic Version) – 3:32

## Formazione
Musicisti
- Little Mix – voci
- Kamille – cori, basso, tastiera
- Frank Nobel – basso, batteria, chitarra, programmazione
- Linus Nordstrom – basso, batteria, chitarra, programmazione
- Chris Loco – tastiera, programmazione

Produzione
- Chris Loco – produzione, ingegneria del suono
- Goldfingers – produzione
- Kamille – produzione vocale
- Paul Norris – ingegneria del suono
- Bill Zimmerman – assistenza all'ingegneria del suono
- Randy Merrill – mastering
- Phil Tan – missaggio

## Successo commerciale
Nella Official Singles Chart britannica Holiday ha esordito in 17ª posizione grazie a 19 944 unità di vendita, diventando la venticinquesima top forty del gruppo nel paese.

## Classifiche
| Classifica (2020) | Posizione massima |
| ----------------- | ----------------- |
| Belgio (Fiandre)  | 66                |
| Belgio (Vallonia) | 89                |
| Croazia           | 48                |
| Irlanda           | 23                |
| Regno Unito       | 15                |